# 斑点虎耳草
斑点虎耳草（学名：Saxifraga punctata）为虎耳草科虎耳草属下的一个种。

## 扩展阅读
- 維基物種上的相關：斑点虎耳草